# Dum Dum
Cet article concerne la ville indienne. Pour la balle d'arme à feu, voir Balle dum-dum. Pour l'instrument de musique africain, voir Dum dum.
Dum Dum (en bengali : দমদম ; en hindi : दम दम) est une ville de l'Inde, située à environ 10 km au nord-est de la ville de Calcutta dans la partie nord du Bengale-Occidental (district de North 24 Parganas).

## Histoire
Durant le Raj britannique, la région fut occupée par un arsenal de la Royal Artillery, au sein duquel le capitaine Neville Bertie-Clay développa dans les années 1890, un type de munition fait de plomb et nickel, qui prit alors le nom de Balle dum-dum.

## Transport
Dum Dum est devenu en 1984 le terminus nord du métro de Calcutta, premier réseau métropolitain inauguré en Inde. La ligne a été prolongée en 2013.
L'aéroport international Netaji Subhash Chandra Bose de Calcutta se trouve également à proximité de Dum Dum, à environ 3 km au nord-est.